# Thierry de Martel

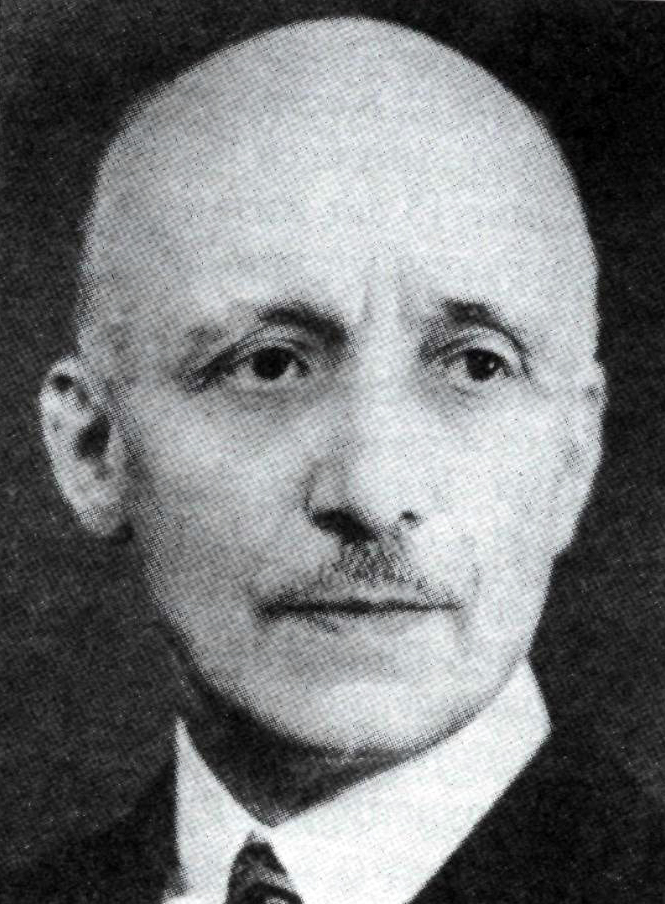
Thierry de Martel, um 1920

Thierry de Martel (* 1875 in Maxéville, Département Meurthe-et-Moselle; † 1940 in Paris) war ein französischer Chirurg.
Martel gilt zusammen mit Clovis Vincent (1879–1947) als Begründer der französischen Neurochirurgie. Seitdem er 1926 über seine Erfahrungen berichtet hatte, wurden vermehrt Operationen am Gehirn in Lokalanästhesie durchgeführt.